# Intervention du Hezbollah dans la guerre civile syrienne
 (décembre 2019).
Le contenu est difficilement compréhensible vu les erreurs de traduction, qui sont peut-être dues à l'utilisation d'un logiciel de traduction automatique.
L'intervention du Hezbollah dans la guerre civile syrienne fait référence à l'ingérence militaire du Hezbollah libanais en Syrie. Il a participé à de nombreuses batailles aux côtés de l'armée syrienne et d'autres milices, notamment la bataille de Qoussair en 2013.
Dans ce contexte, un rapport international accuse directement le Hezbollah de crimes de guerre en Syrie. Hassan Nasrallah, Secrétaire général du Hezbollah, a déclaré dans un discours que le Hezbollah resterait en Syrie tant que la guerre continuerait. Dans une réunion, il annonce que les morts du parti en Syrie ne dépassent pas 250 personnes alors que d'autres médias, comme le journal The Economist confirment que le nombre de morts du Hezbollah a dépassé les 1 000 en Syrie ; un chiffre bien plus élevé que celui des pertes subies par le Hezbollah lors de la guerre de juillet 2006.

## Chronologie

### 2011-2012
Depuis longtemps, le Hezbollah est un allié du régime Baas et s'est impliqué avec les gouvernements de Hafez et Bachar el-Assad durant cinq décennies. Le Hezbollah aide l'armée syrienne pendant la guerre civile syrienne dans son combat contre l'opposition armée syrienne et  qualifié la révolution contre le régime de « conspiration pour détruire l'alliance avec Assad contre Israël ». Selon les analystes, l'implication du Hezbollah en faveur du gouvernement est un « dérapage dangereux » dans la politique du Hezbollah qui reçoit soutien, armes et financement de l'Iran.
En août 2012, les États-Unis avaient imposé des sanctions au Hezbollah pour son rôle dans la guerre. Dans le même contexte, Hassan Nasrallah a démenti ses propos. Ainsi il déclare dans son discours du 12 octobre 2012 : « dès le début, l'opposition syrienne a déclaré aux médias que le Hezbollah avait envoyé 3000 combattants en Syrie.. .Bien sur nous réfutons ces accusations. Selon le quotidien libanais The Daily Star, proche du Hezbollah, Nasrallah a déclaré dans le même discours que les combattants du Hezbollah avaient aidé le gouvernement baasiste à maintenir le contrôle de 23 sites stratégiques en Syrie habités par des chiites de nationalité libanaise. En général, Nasrallah déclare que les combattants du Hezbollah ne font que leurs « devoirs djihadistes » en Syrie.
En 2012, les combattants du Hezbollah ont dépassé les frontières libanaise et pris le contrôle de plus de huit villages de la région de Qousseir en Syrie. Les 16 et 17 février 2013, divers groupes d'opposition syriens ont confirmé que le Hezbollah avait soutenu l'armée syrienne dans sa récente attaque contre trois villages sunnites qui étaient sous le contrôle de l'armée syrienne libre. Dans la même veine, le porte-parole de l'Armée syrienne libre a déclaré : « Après les attaques répétées du Hezbollah contre l'opposition syrienne, cette dernière a attaqué deux positions du Hezbollah le 21 février, l'une en Syrie et l'autre au Liban ». Cinq jours plus tard, la nouvelle s'est répandue que l'opposition avait détruit un convoi transportant des combattants du Hezbollah, ainsi qu'un groupe d'officiers syriens, au Liban, tuant tous les passagers.
Les dirigeants de la ligue 14 mars et d'autres personnalités libanaises ont appelé le Hezbollah à mettre fin à son engagement en Syrie, car cela mettrait le Liban en danger. Subhi Tufayli, l'ancien chef du parti, il a déclaré : « le hezbollah ne doit pas défendre le régime criminel en faisant référence au régime Assad qui tue son peuple », La même chose a été faite par un groupe d'universitaires chiites et sunnites à Baalbek - Hermel, a fait le même : en appelant à la formation. En tant que Walid Joumblatt, chef du Parti socialiste progressiste est l'autre appelé pour le Hezbollah de mettre fin à sa participation dans cette guerre, il a également souligné que la lutte contre les parties en Syrie sont émis les ordres de l'Iran. Malgré tout cela, le parti a acquis une grande renommée parmi le public syrien pro-Assad depuis son intervention dans la guerre civile. En général, le Parti libanais travaille avec les Gardiens de la révolution iranienne et la Force Al-Quds, ainsi qu'avec les Forces de défense nationale et d'autres milices chiites iraniennes, pour soutenir l'armée syrienne et le gouvernement Assad et fournir de l'argent, des armes, des conseils et de l'entrainement.

### 2013
Le 4 avril 2013, des combattants du Hezbollah ont lancé une attaque aux côtés de l'armée syrienne afin de reprendre une partie de la région de Qousseir. Après deux mois de combats et d'attaques contre les révolutionnaires, l'armée syrienne, avec l'aide du Hezbollah et des forces de défense nationales, en ont pris le contrôle.
Le 25 mai 2013, Nasrallah a annoncé, dans un discours télévisé, que le Hezbollah s'était battu dans la guerre civile syrienne contre les extrémistes islamiques, ajoutant « et a ensuite confirmé que le parti combattait dans la ville de Qousseir à côté des forces d'Assad. Lors de son discours, il a déclaré : « si la Syrie tomberait entre les mains des américains, des israéliens, les citoyens de cette région entreront dans une période sombre et noire. »[incompréhensible]
Le 26 mai 2013, deux roquettes ont frappé un site de fête dans la région de Beyrouth, blessant cinq personnes, tandis que deux autres roquettes ont endommagé des biens et des bâtiments à Hermel. L'opposition armée syrienne a revendiqué la responsabilité de l'attaque et a promis d'attaquer les cibles du Hezbollah au Liban en représailles pour son aide à l'armée syrienne, en particulier dans la ville frontalière de Qousseir.
Le 28 mai 2013, le major général Salim Idris de l'Armée syrienne libre a donné au Hezbollah 24 heures pour se retirer de Syrie ou il ordonnerait à des unités de l'Armée libre d'attaquer des cibles du Hezbollah au Liban, mais cela ne s'est pas produit. Début juin 2013, le Hezbollah a déplacé un certain nombre de ses combattants dans la ville d'Alep pour y participer à la bataille en cours. Tout cela a provoqué un changement significatif dans la politique de rotation et a permis aux forces syriennes de remporter une importante victoire sur le terrain.

### 2014
En 2014, le soutien que fournit le Hezbollah aux forces armées syriennes dans les différentes régions de la Syrie étaient bien clair.

### 2015
En janvier 2015, l'Armée syrienne libre et des groupes affiliés à Al-Qaïda et Jabhat al-Nusra ont lancé une attaque contre les bastions du Hezbollah dans la région de Yabroud, dans l'ouest des montagnes de Qalamoun, près de la frontière libanaise. Des sources des médias de l'opposition syrienne ont déclaré que les forces conjointes avaient visé une série de points de contrôle militaires détenus par le Hezbollah à proximité d'un groupe de villages à Qalamoun. Cette attaque a fait de lourdes pertes aux forces fidèles à Assad, ainsi qu'au Hezbollah. À cette époque, les rebelles de l'Armée syrienne libre ont saisi un certain nombre d'armes lourdes et légères ainsi que des caisses de munitions, mais en retour, ils ont perdu trois combattants. Un responsable militaire du Front Nusra a déclaré que la présence de l'État islamique dans la région avait dépassé 700 combattants, alors que l'on craignait une escalade de la violence entre les deux groupes. En mai 2015, les combattants du Hezbollah ont lancé une nouvelle offensive dans la région de Qalamoun dans le gouvernorat de la campagne de Damas avec le soutien de l'Armée syrienne[réf. nécessaire].

### 2016
Le Hezbollah a participé à des opérations contre l'État islamique lors du siège de Deir Ezzor en 2016, selon des sources pro-gouvernementales. En mai, le commandant militaire suprême de la Syrie, Mustafa Badr al-Din, est tué dans des circonstances mystérieuses près de l'aéroport international de Damas.

### 2017
Le Hezbollah participe à l'attaque d'Alep Est (janvier - avril 2017) et soutient le régime dans la bataille d'al-Bab contre Daech en février 2017. Le Hezbollah a également joué un rôle important dans l'attaque de Daraa (février - juin 2017) malgré les nombreuses pertes qu'il subit,,.
Lors de l'incident entre Israël et la Syrie en mars 2017, l'armée israélienne revendique la responsabilité de l'attaque aérienne en Syrie qui visait un site militaire du Hezbollah près de la ville de Palmyre. L'armée arabe syrienne répond en tirant des missiles S-200 sur des avions israéliens, mais le système Iron Dome intercepte un ou plusieurs missiles Arrow.
Une frappe aérienne en avril 2017 vise la campagne de Damas, provoquant la destruction partielle d'un réservoir de milices chiites du Hezbollah. Le 27 avril de la même année, une énorme explosion se produit au niveau de l'aéroport international de Damas à 3 h 42. Selon l'agence de presse officielle syrienne, l'explosion n'a fait aucun blessé, bien que des civils l'aient ressentie à moins de 15 km. Dans le même contexte, les médias israéliens stationnés dans le nord de la ville de Safed ont rapporté des fusillades, puis les explosions se sont produites immédiatement après que les témoins confirment cinq coups de fusils tirés près de la route de l'aéroport. Selon Al-Manar TV, l'armée aérienne israélienne a attaqué jeudi matin un dépôt d'armes iranien près de l'aéroport international de Damas. Il convient de noter ici[style à revoir] que le porte-parole de Tsahal a refusé de commenter le raid, tandis que le ministre israélien des Renseignements, Yisrael Katz, a fait allusion à la responsabilité de l'explosion, comme il l'a déclaré à la radio de l'armée : « À cet égard, le ministre iranien de la Défense Hussein Dehghan déclare sur Russie 24 : « il doit enlever les armes afin de retrouver la paix dans la région » Alors que le porte-parole du Kremlin, Dmitri Peskov, appelle tous les pays à s'abstenir de toute sorte de mesures provocatrices et a exigé le respect de la souveraineté syrienne lors d'une conférence de presse tenue pour discuter de l'évolution de l'attaque, tandis que la porte-parole du ministère russe des Affaires étrangères, Maria Zakharova a critiqué les attaques et les a condamnées car elles constituaient un acte d'agression contre la Syrie.
À l'été et à l'automne 2017, le Hezbollah a joué un rôle primordial dans la campagne dans le centre de la Syrie,. En septembre 2017, un porte-parole du parti a déclaré qu'il y avait 10 000 combattants dans le sud de la Syrie prêts à affronter Israël. Puis, en novembre 2017, le Hezbollah a mené l'offensive d'Albukamal pour récupérer la zone d'Albukamal à Daech.
Le Hezbollah a joué un rôle décisif entre novembre et décembre 2017, notamment dans l'attaque de Beit Jann contre les rebelles près du Golan.

### 2018
En juin 2018, des sources de l'opposition syrienne rapportent que l'ASL avait exécuté un haut responsable du Hezbollah avec 23 soldats syriens après avoir refusé de traverser un pont dans la ville de Daraa, sous le feu de la fusillade entre l'armée syrienne et les rebelles[réf. nécessaire].

### 2019
Début 2019, Israël bombarde des bases iraniennes en Syrie et découvre des tunnels creusés par des membres du Hezbollah, provoquant un malaise entre les deux parties. Le Secrétaire Général du Hezbollah, Hassan Nasrallah, dans une interview télévisée avec le canal Almayadine affirme alors qu'il a intimidé Netanyahu ne pas aller trop loin dans le bombardement de la Syrie, et arrêta de mener la région à une guerre.

## Analyse
La plupart des analystes arabes et occidentaux estiment que le Hezbollah, avec l'Iran, a permis au régime syrien de rester au pouvoir à un moment où il était sur le point de tomber face aux rebelles. Plus précisément, le Hezbollah a aidé le régime syrien à consolider son pouvoir à Qusadir, Homs et Alep a essayé de le soutenir politiquement, militairement et financièrement, ainsi que de former des soldats de l'armée régulière à se battre dans divers environnements et d'élargir l'alliance de la Syrie avec l'Iran, finançant le parti chiite. Le rôle du Hezbollah est devenu crucial pour vaincre les rebelles pour le gouvernement syrien, qui s'est effondré.